# 三野宮鈴
三野宮 鈴（さんのみや すず、2004年5月17日 - ）は、日本のグラビアアイドル、YouTuber､インフルエンサー、タレント、女優。神奈川県出身。TEENS専属モデル。

## 経歴
2020年、今日、好きになりました。夏空編で芸能界デビュー。
2020年、ティーン向け雑誌媒体TEENSの専属モデルとなる。
今日好きをきっかけに中高生人気インフルエンサーとなり、TGC（東京ガールズコレクション）、TGCteen、関西コレクションなど数々のファッションショーに出演し、専属モデルのTEENS MAGAZINでは表紙を務める。
2022年10月18日、ミスマガジン2022読者特別賞を受賞。
2023年8月11日 映画『さよなら、エリュマントス』で映画デビュー初主演した。
2024年以降では様々な、グラビア雑誌、バラエティ番組、ドラマ等にも出演している。

## 人物
特技はスティッチ!のモノマネ、ルービックキューブ、ピアノ。
趣味は絵を描くこと、歌うこと、アニメ、ゲーム、麻雀。

## 出演

### テレビ
- 今日、好きになりました。（夏空編）（2020年7月27日 - 8月31日、ABEMA）[4]
- ヒロミ・指原の“恋のお世話始めました”（テレビ朝日）
- じっくり聞いタロウ【ネクストブレイク芸能人】(テレビ東京)
- 超無敵クラス（日本テレビ）
- 矢口真里の火曜TheNIGHT（ABEMA）

### CM
- AbemaTV KOSE「BLENDBERRY」
- SNOW WEB

### 映画
- さよならエリュマントス（2023年8月公開） -  主演：スズ 役[5][6]

### ドラマ
- アップル引越し りんごりくん ショートドラマ
- ハイスクール研究所SPドラマ『私立Snow学園』
- スワイプドラマ天道寺ショウ ：月城あかり役
- 眠る猫は、言葉を運ぶ[7]

### ファッションショー
- シンデレラフェス vol.8 オンライン
- TGCteen2021 summer
- TGCteen2021 winter
- 超超十代-ULTRA TEENS FES-2022@TOKYO
- シンデレラフェス vol.9
- TGCteen2022 Osaka
- シンデレラフェス vol.10
- TGC和歌山2023
- KANSAI COLLECTION2023 S/S
- TGCteen2023 ICHINOSEKI
- LAND CON 2025
- マシェバラ 和ランウェイ

## 書籍
- TEENS MAGAZIN vol.3 - 表紙
- ヤングマガジン21.22号 - 表紙 巻頭、巻中グラビア（2023年4月24日）
- 月刊ヤングマガジン12号 - 表紙、巻頭グラビア
- ヤングマガジン47号 - 表紙、巻頭、巻中、巻末グラビア（2022年10月24日）
- 週刊プレイボーイ デジタル写真集（2023年10月9日）
- B.L.T 巻末グラビア（2023年10月23日）
- 週刊少年マガジン 「赤羽骨子のボディガード」- 漫画コラボコスプレグラビア（2023年6月7日）
- 週刊プレイボーイ - 巻末グラビア（2023年5月29日）
- ヤングマガジン19号 - 巻末グラビア（2023年4月24日）
- DOLCE vol.10 掲載
- BUBUKA 3月号
- FRIDAY（2024年9月13日）
- ヤングマガジン 19号 (2025年4月21日)

### デジタル写真集
- ミスマガジン2022ソログラビアSP5（2023年1月13日、講談社）
- ミスマガのアソビバ！年末年始干支コスプレSP（2023年2月10日、講談社）
- ミスマガのアソビバ！三野宮鈴　ミスマガ2022とお家で過ごす2人の時間（2023年4月12日、講談社）
- ミスマガのアソビバ！ミスマガ2022制服グラビア～卒業の季節～（2023年5月12日、講談社）
- 三野宮鈴（ミスマガジン2022読者特別賞）ヤンマガアザーっす！<YM2023年19号未公開カット>（2023年6月9日、講談社）
- ミスマガ×『さよならエリュマントス』ミスマガのアソビバ！（2023年9月1日、講談社）
- 鈴の一番かわいいところ 週プレ PHOTO BOOK（2023年10月9日、集英社、撮影：小塚毅之）[8]